# 디지털 지갑
디지털 지갑(영어: digital wallet) 또는 전자/모바일 지갑(영어: e-wallet, mobile wallet)은 근거리 무선 통신(NFC) 시스템을 휴대전화에 탑재하고 가맹점이나 금융기관 등에서 비접촉 방식으로 실제 신용카드처럼 사용할 수 있는 모바일 지불 결제서비스로 여러 신용카드를 통합 저장해 주로 전자상거래(e-commerce)에서 사용할 수 있는 시스템이다

## 같이 보기
- 스마트 금고
- NFC
- 암호화폐 지갑
- 콜드 스토리지
- 핫 월릿